# Leyland Tiger
Der Name Leyland Tiger bezeichnet zwei verschiedene Omnibusmodelle des britischen Herstellers Leyland Motors.

## Tiger TS/TF/PS

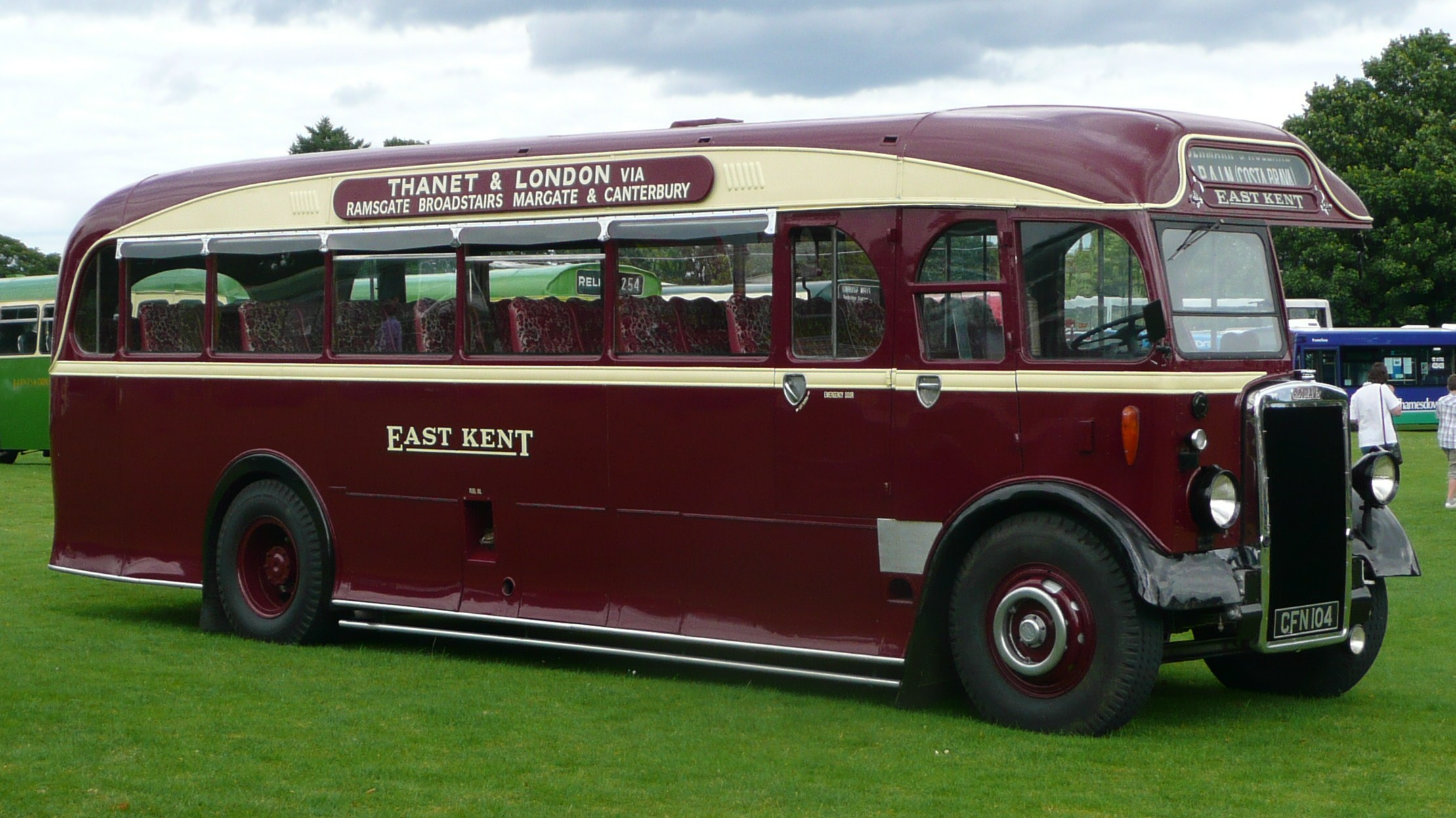
Leyland Tiger PS1 mit Aufbau von Park Royal

Der erste Leyland Tiger wurde von 1927 bis zum Beginn der 1950er Jahre gebaut. Abgeleitet wurde der Tiger vom Doppeldeckerbus Titan (TD1). Er war der Nachfolger des Leyland Lion. Der Tiger war einer der im Großbritannien der Vor- und unmittelbaren Nachkriegszeit weitverbreitetsten Busse und prägte mit seiner typischen Erscheinung das Bild britischer Straßen.
Beim Tiger handelte es sich um ein Chassis mit einem vorn liegenden Motor. Das Chassis wurde von verschiedenen Karosseriebauunternehmen mit Aufbauten versehen. Typisch für britische Busse dieser Zeit war die halbseitig ausgeführte Fahrerkabine, die fast bis auf Höhe des Kühlergrills vorgezogen war. Sie bot einerseits dem Fahrer eine gute Rundumsicht, andererseits einen einfachen Zugang zum Motor. Die meisten Tiger wurden mit einem 7,6 ft breiten Aufbau versehen, da für 8 Fuß breite Busse eine auf bestimmte Straßen beschränkte Sondergenehmigung erforderlich war. Ab Mitte der 1930er Jahre kamen sogenannte Mehrzweckaufbauten in Mode (dual-purpose), die während der Arbeitswoche einen Einsatz als Linienbus und am Wochenende einen Einsatz auf Expressverbindungen und als Ausflugsbus gestatteten. In der Sitzplatzkapazität und im Komfort stellten sie einen Mittelweg zwischen dem Standardbus, im Englischen als bus bezeichnet, und dem luxuriöseren Reisebus, im Englischen coach genannt, dar. In geringen Stückzahlen wurde der Tiger auch als offener Ausflugsbus gebaut.
Die nach dem Krieg gebauten Busse bekamen einen moderner wirkenden Frontlenkeraufbau, ältere Busse wurden teilweise mit modernen Aufbauten versehen.
Ein Teil der Aufbauten wurde von Leyland bei der Tochterfirma Beadle selbst hergestellt, dabei waren ab 1934 auch Ganzmetallaufbauten verfügbar. Andere Aufbauten kamen unter anderem von Alexander, Brush, Crossley, Dickson, Duple, Egerton (holzbeplankt), Gurney Nutting, Park Royal, Harrington, Short Bros und Weymann. Frontlenkeraufbauten kamen von Harrington und Burlingham.
Die Serie erhielt die Bezeichnung TS (Tiger Single Deck (Eindecker)), erstes Modell war der TS1. Er war für 27 Fuß und 6 Zoll lange Aufbauten beschränkt, die der damaligen Größenbeschränkungen für zweiachsige Busse entsprachen. Zum Einsatz kam zunächst ein Benzinmotor von 6,8 l Hubraum. Die für Aufbauten von 26 Fuß Länge vorgesehene verkürzte Variante hieß TS2. Der TS4 war wieder für 27 Fuß 6 Zoll lange Aufbauten vorgesehen, erhielt aber eine Benzinmotor mit 7,6 l Hubraum. Er erschien 1932.
Für den TS6 wurde ab 1934 der Motor auf 8,6 l Hubraum vergrößert. Da zur damaligen Zeit die Länge für zweiachsige Busse auf 27 Fuß 6 Zoll beschränkt war, baute Leyland die dreiachsige Ausführung TS6T mit 30 Fuß Länge. Ursprünglich mit einem 8,4-l-Petroleummotor gebaut, wurden sie 1940 auf einen Dieselmotor mit gleichem Hubraum umgerüstet. Der Typ war jedoch kein großer Erfolg, lediglich zwei Busse für Southdown wurden gebaut. Der Reisebusaufbau mit 40 Sitzplätzen kam von Short Bros.
Unter dem Namen Cheetah wurde 1937 ein neues, leichteres Chassis entwickelt. Konstruktionsmerkmale dieses Chassis wurden für den Titan und den Tiger übernommen. Durch das geringere Gewicht konnte wieder auf einen kleineren Motor zurückgegriffen werden. Die Busse trugen die Typenbezeichnung TD4 bzw. TS7. Ursprünglich mit einem 7,6 l-Benzinmotor gebaut, rüsteten einige Betreiber ab Beginn der 1940er Jahre auf 8,6 l-Dieselmotoren um. Auch vom TS7 gab es eine dreiachsige, 30 Fuß lange Ausführung, nun mit 8,6 l-Benzinmotor und als TS7T bezeichnet. Auch dieser Typ war kein großer Erfolg, Southdown nahm wieder nur zwei Exemplare ab und rüstete sie später auf Dieselmotoren um. Auf der Basis des Chassis des TS7 entwickelte Leyland 1937 ein Fahrgestell mit Unterflurmotor. Dieses neuartige Design ermöglichte bei ebenem Fußboden das volle Ausnutzen der maximalen Länge für die Sitzplätze. Allerdings lag der Boden des Fahrgastraums im Vergleich zu modernen Bussen relativ hoch und konnte nur über Stufen erreicht werden. Verbaut wurde ein pneumatisch unterstütztes manuelles Schaltgetriebe von AEC zusammen mit dem 6,8-l-Dieselmotor von Leyland. Die 87 von London Transport nach gründlicher Erprobung des Prototyps FEC ab 1939 eingesetzten Unterflurbusse erhielten dort die Typenbezeichnung TF. Die Aufbauten von 75 Bussen wurden von Chiswick, einem Tochterunternehmen von London Transport, gebaut. Zwölf ursprünglich für private Betreiber vorgesehene Busse bekamen Aufbauten von Park Royal. Diese Busse besaßen Dachfenster, ein zu öffnendes Dach und ein Radio. Anfänglich litten die TF unter dem Mangel an ausgebildetem Instandsetzungspersonal. Ein Teil der Busse wurde im Krieg zerstört, die verbliebenen fielen Anfang der 1950er Jahre der Flottenbereinigung zum Opfer.
Der ab 1937 gebaute TS8 unterschied sich vom Vorgängermodell durch die Motorisierung mit einem Dieselmotor mit 8,6 l Hubraum. Ein Grund für den Misserfolg der dreiachsigen
Busse war die Tatsache gewesen, dass der Zugewinn an Sitzplätzen in keinem Verhältnis zum erhöhten Preis stand. Die Walter Alexander Coachbuilders lösten das Problem der Vergrößerung der Sitzplatzkapazität, indem sie die Stirnwand des Fahrgastraums vorzogen, den Platz für den Fahrersitz in der Länge beschränkten und den nun in den Fahrgastraum hineinragenden Teil des Motors mit einer Verkleidung abdeckten. Dadurch konnte Platz für eine zusätzliche Reihe Sitze geschaffen werden. Die ab 1939 gebauten Busse dieser Serie mit einer Kapazität von 39 Sitzplätzen bekamen die Typenbezeichnung TS8S.
1941 wurde Leyland von der britischen Regierung angewiesen, die Produktion aller Chassis für Busse zu beenden und auf die Produktion von Rüstungsgütern umzustellen. Die Firma erhielt jedoch die Erlaubnis, Busse aus bereits vorhandenen Komponenten zu montieren. Diese Busse bekamen die Typenbezeichnung TS11. Insgesamt wurden 22 TS11 gebaut.
1945 wurde der PS1 eingeführt, der wieder viele gemeinsame Komponenten mit dem gleichzeitig gebauten Doppeldeckermodell, jetzt dem Titan TD1, aufwies. Die für London Transport gebauten Tiger bekamen die Typenbezeichnung TD. Je nach Aufbau lag die Kapazität bei ungefähr 30 bis 35 Sitzplätzen. Ursprünglich mit einem Ottomotor ausgerüstet, waren ab Ende 1933 für alle Leyland Dieselmotoren verfügbar. Zum Einsatz im PS1 kam ein Dieselmotor mit einem Hubraum von 7,4 l, Standard war ein unsyn  l Hubraum trugen die Typenbezeichnung PS2. Sie erhielten auch ein synchronisiertes Vierganggetriebe. Beide Ausführungen waren wie die Vorkriegsmodelle 7 Fuß 6 Zoll breit. Da aber 1950 die Breitenbeschränkung für Omnibusse ohne Ausnahmen auf 8 Fuß bei einer maximalen Länge von 30 Fuß angehoben wurde, legte Leyland das längere Modell PS3 auf. Nach einer nochmaligen Anhebung produzierte die Firma den PS4 für 32 Fuß lange Aufbauten. Die einzelnen Typen unterschieden sich nochmals durch die Auslegung des Rahmens für Linien- und Reisebusse (/1 bzw. /2) und durch ein synchronisiertes Vierganggetriebe (/5).
Bussen, die für den Export gebaut wurden, wurde ein O für Overseas in der Typenbezeichnung vorangestellt, aus dem PS2 wurde so z. B. der OPS2. Busse mit Linkssteuerung, die für alle Exportmodelle erhältlich war, bekamen nochmals ein L vorangestellt. Die Busse wurden bei Leyland in Lancashire und teils als Komplettfahrzeuge, teils als Chassis mit Motor ausgeliefert. Nach einer nochmaligen Anhebung der erlaubten Abmessungen produzierte die Firma den PS4 für 32 Fuß lange Aufbauten.
- OPS1 (Exportversion des PS1): 8,6-Liter-Motor, 8 Fuß breit, 17 Fuß 6 Zoll Radstand für 27 Fuß 6 Zoll lange Aufbauten
- OPS1/1: wie OPS1, jedoch Chassis für Reisebusse mit heruntergezogenen Rahmenenden
- OPS2 (Exportversion PS2): O.600-Motor mit 9,8 Liter Hubraum, 8 Fuß breit, 17 Fuß 6 Zoll Radstand für 27 Fuß 6 Zoll lange Aufbauten
- OPS2/1: Linienbusversion des OPS2
- OPS2/3: Reisebusversion des OPS2
- OPS3: wie OPS2, 8 Fuß breit, aber mit 19 Fuß Radstand für 30 Fuß lange Aufbauten
- OPS4: wie OPS2, 8 Fuß breit, aber mit 21 Fuß 6 Zoll Radstand für 32 Fuß lange Aufbauten
- OPS4/1: Linienbusversion des OPS4
- OPS4/2: Reisebusversion Version des OPS4
- OPS4/5: wie OPS4 mit pneumatisch unterstütztem Getriebe

Ein vergleichbares Modell war der AEC Regal von AEC. Der Tiger blieb bei vielen britischen Betreibern bis Anfang der 1960er Jahre in Dienst und wurde von moderneren Typen mit Unterflurmotor abgelöst, die bei gleicher Länge mehr Sitzplätze bieten konnten. Nachfolger des Tiger wurde der Leyland Royal Tiger, der aus dem PS1 abgeleitet wurde, aber einen unterflur angeordneten Motor besaß.

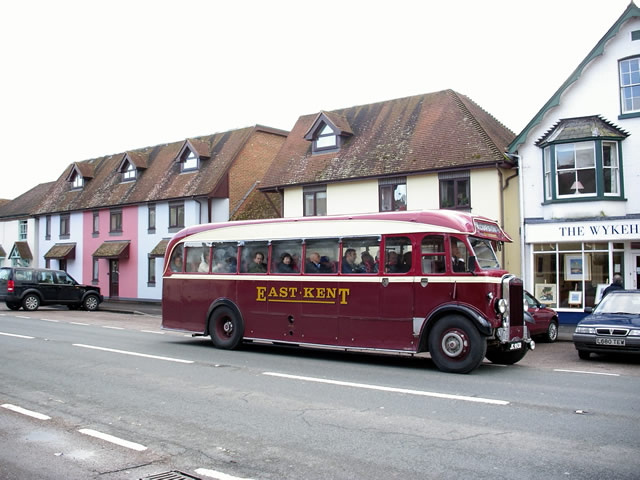
Leyland Tiger TS8 mit Aufbau von Park Royal, Baujahr 1937
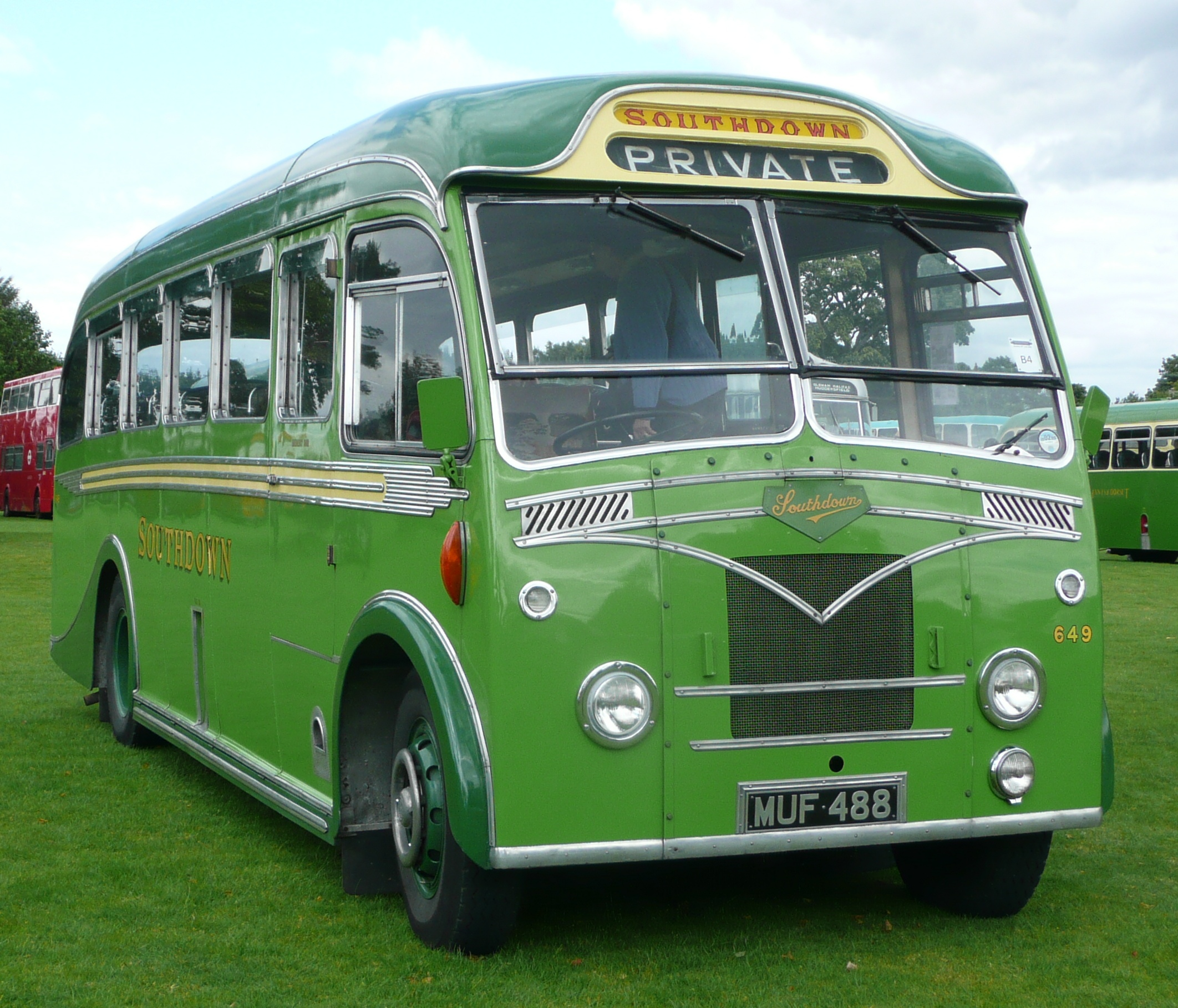
Leyland Tiger TS8 Baujahr 1938, 1958 umgebaut auf Frontlenkeraufbau von Beadle
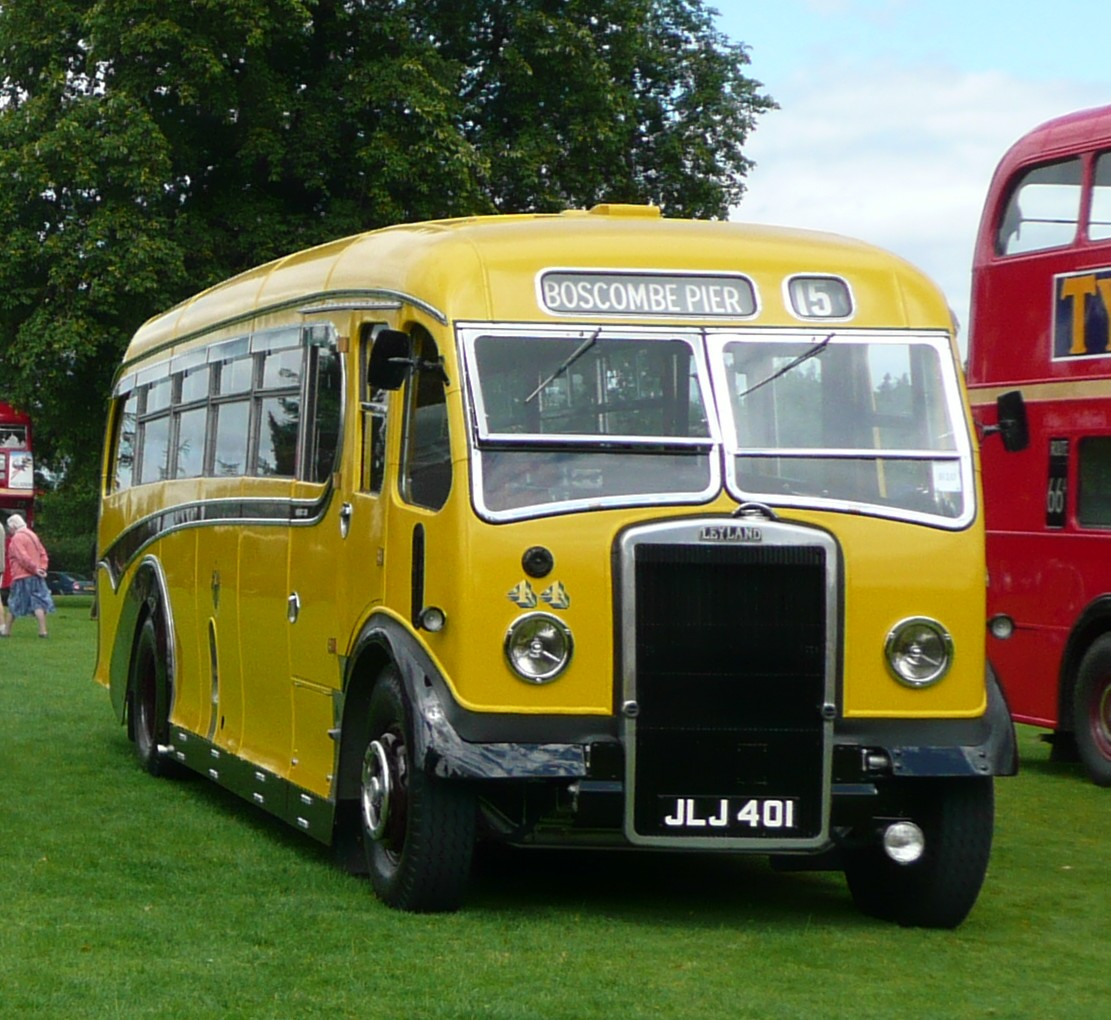
Leyland Tiger PS2 mit Frontlenkeraufbau von Burlingham, Baujahr 1949
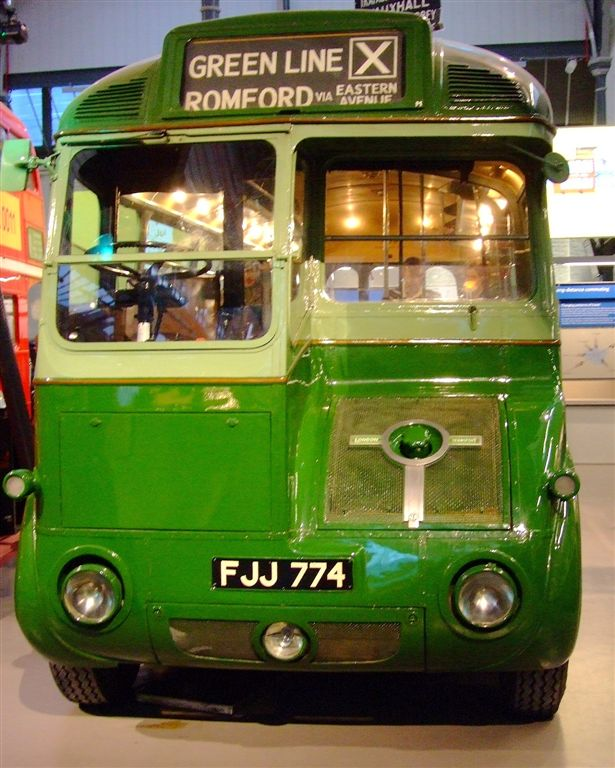
Leyland Tiger TF mit Aufbau von Chiswick , Baujahr 1937

## Tiger B43

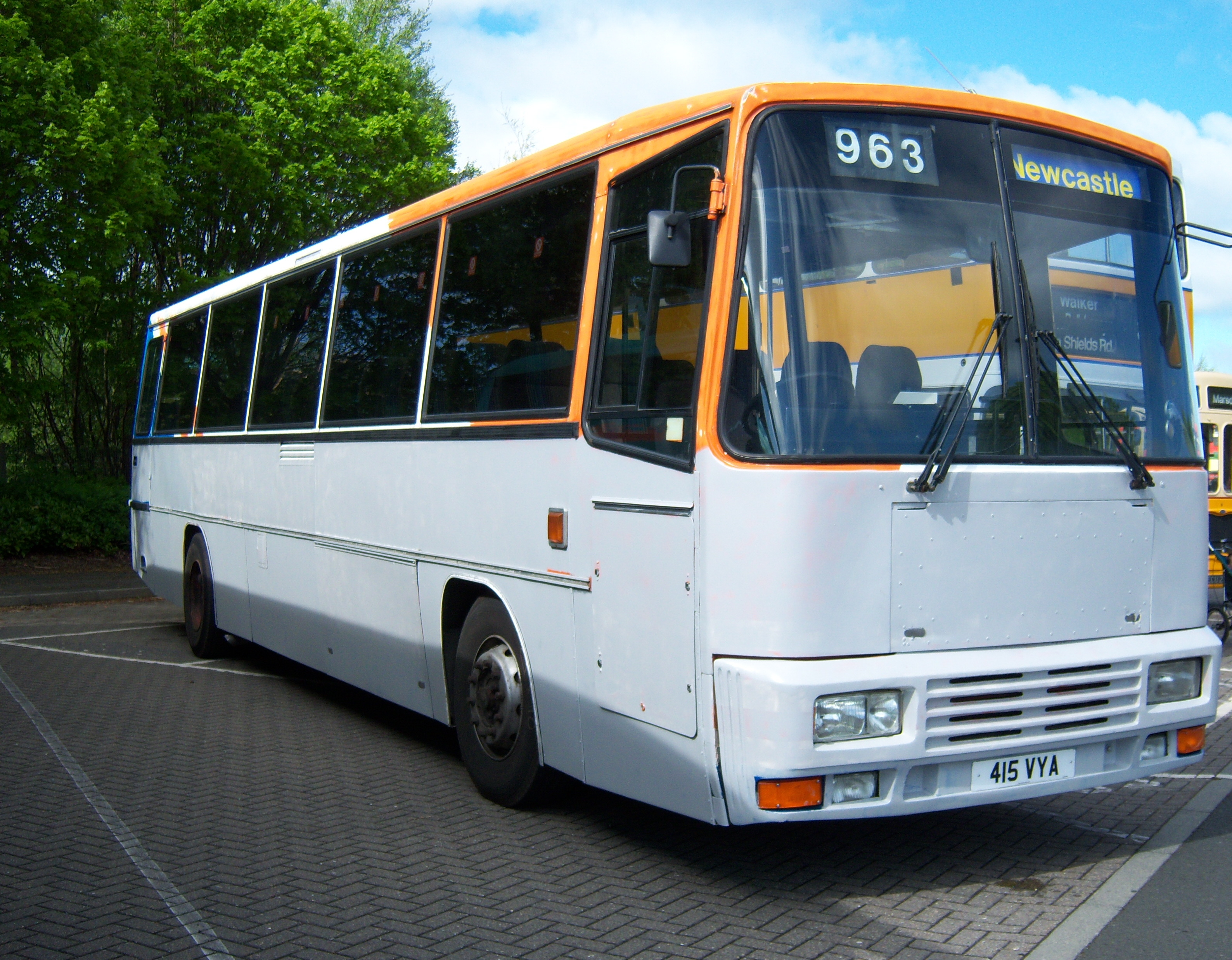
Leyland Tiger Reisebus mit Aufbau von Alexander

Der von 1979 bis 1993 gebaute Leyland Tiger mit der Typenbezeichnung B43 war der Nachfolger des Leyland Leopard. Ebenso wie beim Leopard war der Motor mittig unterflur angeordnet. Auf das von Leyland gefertigte Fahrgestell wurden Reise- und Linienbusaufbauten verschiedener Hersteller gesetzt. Der Tiger entstand in einer Situation verschärften Wettbewerbs. Volvo hatte mit seinem erfolgreichen Modell B58 Marktanteile gewonnen und startete zum gleichen Zeitpunkt wie Leyland die Entwicklung des Nachfolgers B10M. Durch die Deregulierung des britischen Omnibusverkehrs in den 1980er Jahren war es zu Änderungen des Passagieraufkommens zunächst im überortlichen, danach auch innerstädtischen Personennahverkehr gekommen. Der Markt für kleine und leichte Busse brach mangels Nachfrage fast völlig zusammen. Andererseits waren die häufig eingesetzten Doppeldeckerbusse zu groß für das geringe Passagieraufkommen, so dass sich ein Bedarf von relativ schweren Bussen mit großer Sitzplatzkapazität entwickelte.
Ursprünglich war der Tiger nur mit dem TL11-Motor von Leyland erhältlich, der bis zu 245 bhp entwickelte. Bereits der Vorgänger Leopard wurde nur mit einem Motor angeboten. Leyland konnte eine große Anzahl des Leopard in Schottland verkaufen, verlor jedoch dort Marktanteile an den Seddon Pennine VII, der mit einem Sechszylindermotor von Gardner ausgerüstet war. Beim Tiger hielt Leyland zunächst an der Firmenpolitik fest. Der ab 1983 erhältliche Dennis Dorchester bekam jedoch auch einen Gardner-Motor und hatte das Potential, sich zum ernsthaften Konkurrenten des Tiger zu entwickeln. Als die Scottish Bus Group Überlegungen anstellte, anstatt des Tiger den Dennis Dorchester zu beschaffen, offerierte die Firma ab 1984 den Gardner-Motor 6HLX auch für den Tiger. Dazu musste das Fahrgestell überarbeitet werden, da der Gardner-Motor wesentlich größer war. Die Herausforderung von Dennis konnte zwar erfolgreich abgewehrt werden, aber für den Tiger mit Gardner-Motor gab es außerhalb Schottlands nur einen begrenzten Markt. Ab 1987 war der Tiger mit dem Cummins L10 erhältlich. Vorherige Versuche von Cummins, auf den britischen Busmarkt vorzustoßen waren erfolglos geblieben, Motoren der Firma kamen nur im als unzuverlässig bekannten Daimler Roadliner zum Einsatz. Mittlerweile hatte sich die Situation jedoch geändert. Die Entwicklung von Dieselmotoren wurde nicht zuletzt wegen der verschärften Umweltschutzbestimmungen immer kostenintensiver, und Leyland gehörte mittlerweile nicht mehr zu den Weltmarktführern im Busbereich. Daher war Outsourcing die einzige Möglichkeit, einen modernen Motor für die hergestellten Fahrgestelle zu erhalten. Der Cummins-Motor wurde ab 1988 mehrfach modifiziert. Im Regelfall kam mit diesem Motor ein Automatikgetriebe von ZF anstelle des Leyland-Hydracyclic-Getriebes zum Einsatz. Nach der Übernahme von Leyland durch Volvo wurden ab 1898 Motoren der Volvo-eigenen THD100-Serie verbaut. Die Motoren von Gardner und Leyland waren nicht mehr erhältlich, nur die Ausrüstung mit dem Cummins-Motor wurde optional angeboten.
Wie schon der Leopard wurde auch der Tiger auch mit Aufbauten als Linienbus versehen. Derartige Fahrgestelle hatten einen gedrosselten Motor und Blattfedern anstelle der Luftfederung der Reisebusse. Die Scottish Bus Group beschaffte eine Anzahl dieser Busse mit dem 6HLXCT-Motor von Gardner und dem TS-Aufbau von Alexander. Kleinere, unabhängige Betreiber hatten ebenfalls Interesse an der Linienbusausführung. Die Aufbauten kamen von Alexander (T-type und P-type), Plaxton und East Lancs, Wadham Stringer und Reeve Burgess. Die Aufbauten von East Lancs waren teilweise Umbauten auf Fahrgestellen vorhandener Busse, Reeve Burgess baute eine Anzahl verkürzter Tiger.
Der Tiger war auch in Nordirland sehr populär. Ulsterbus und Citybus (Metro ab Februar 2005) beschafften zwischen 1983 und 1993 insgesamt 747 Busse. Im Jahr 2007 waren davon noch 576 in Nutzung, im Januar 2010 immerhin noch 157. Von den diesen Bussen waren sieben Busse N-types, die zusammen mit sieben anderen Bussen als Abschleppwagen eingesetzt wurden, und 150 Q-types, davon 10 mit einem Aufbau von Wright Endeavour. Im Zuge einer Flottenmodernisierung verblieben nur Busse mit Volvo-Motor im Dienst. Der Aufbau der Busse wurde von Alexanders Zweigwerk in Belfast gefertigt, zuerst der N-type von 1983 bis 1990, danach der Q-type. Die Busse von Ulsterbus waren mit dem TL11 von Leyland motorisiert, während Citybus den TRB6LXB  von Gardner bevorzugte. Ab 1993 wurden Busse mit Volvo-Motor beschafft.
Auch in Australien und Neuseeland erfreute sich der Tiger großer Popularität. Größter Kunde auf diesem Kontinent war Ventura in Melbourne, die 70 Exemplare zwischen 1984 und 1987 beschafften. Bis auf einen Bus, der von Pressed Metal Corporation (PMC) in Adelaide karosseriert wurde, erhielten sie alle einen Aufbau von PMCn in Sydney. Teilweise befinden sich Tiger noch heute in Australien im Einsatz.
Die Bussparte von Leyland wurde im Januar 1987 vom Manager Ian McKinnon aufgekauft. Dies hatte zunächst keinen Einfluss auf die Produktion des Tiger. 1988 wurde das Geschäft jedoch von Volvo übernommen, die mit dem BM10 ein vergleichbares Modell im Angebot hatte. Damit wurden die beiden im Vereinigten Königreich meistgebauten Busse unter dem Dach von Volvo hergestellt. Da sich der Tiger einen guten Ruf erworben hatte, setzte Volvo dessen Produktion zunächst fort, nahm ihn aber 1991 aus dem Angebot, nachdem die Verkaufszahlen eingebrochen waren. Bereits 1990 hatte Volvo versucht, den Reisebusmarkt für den Tiger zu erschließen. Insgesamt vierzig Fahrgestelle bekamen einen entsprechenden Aufbau von Plaxton. Von diesen Bussen erhielten fünfundzwanzig den Plaxton-321-Aufbau, der nach Übernahme der Duple Coachbuilders durch Plaxton aus dem Duple 320 entwickelt worden war. Dennoch entwickelten sich die Verkaufszahlen unbefriedigend. Während Volvo zwischen 1988 und 1991 ungefähr 20.000 BM10 verkaufte, konnten im gleichen Zeitraum nur 3500 Tiger-Chassis abgesetzt werden. Der Hauptkunde des Tiger, Shearings, stellte 1991 auf den BM10 um, was letztendlich zur Produktionseinstellung des Tiger im gleichen Jahr führte. Das Werk in Farington, in dem der Tiger gebaut wurde, wurde geschlossen.
Insgesamt wurden über 4700 Tiger gebaut, von denen ein relativ großer Teil heute noch eingesetzt wird. 

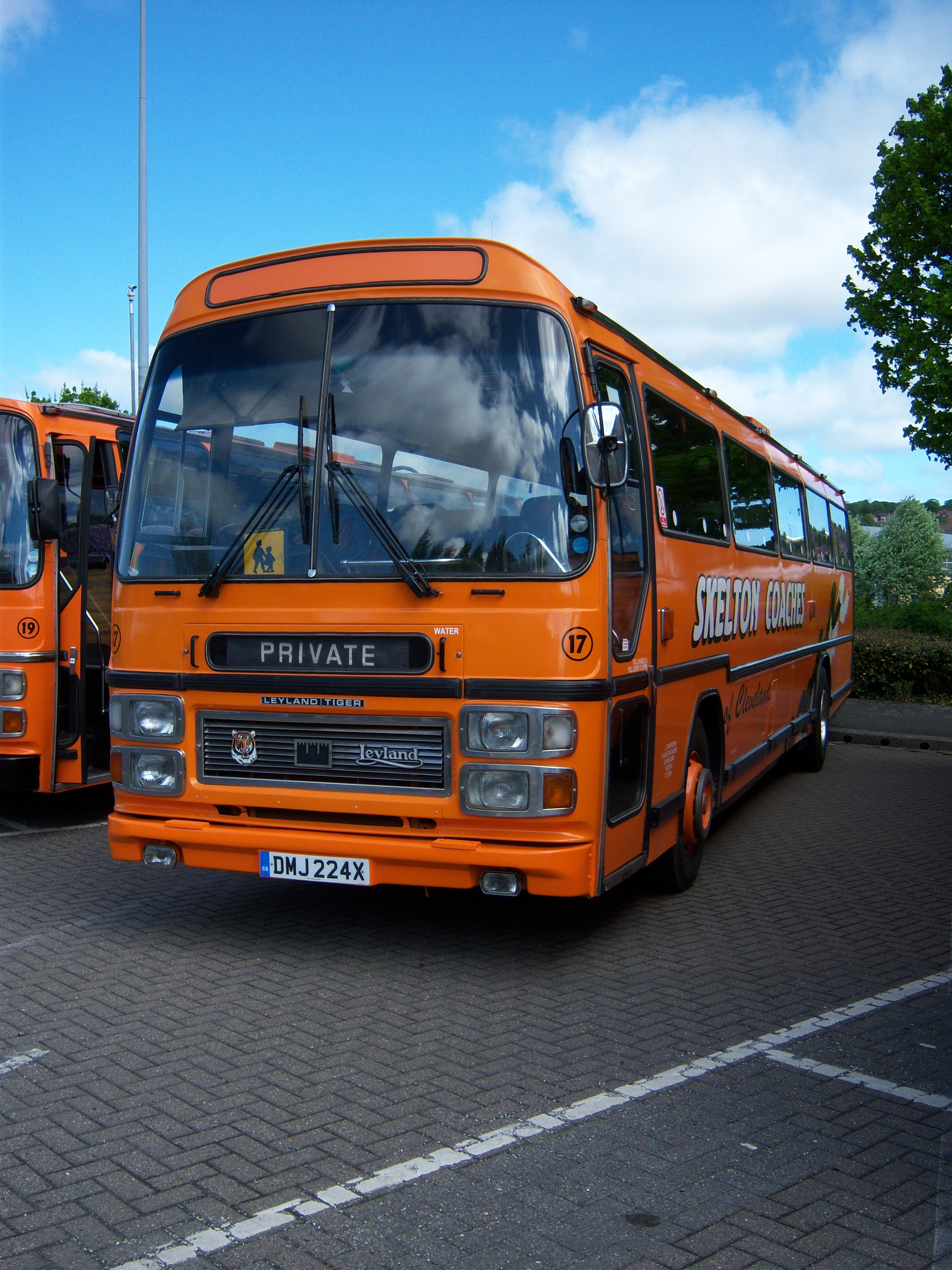
Leyland Tiger Reisebus mit Supreme-Aufbau von Plaxton
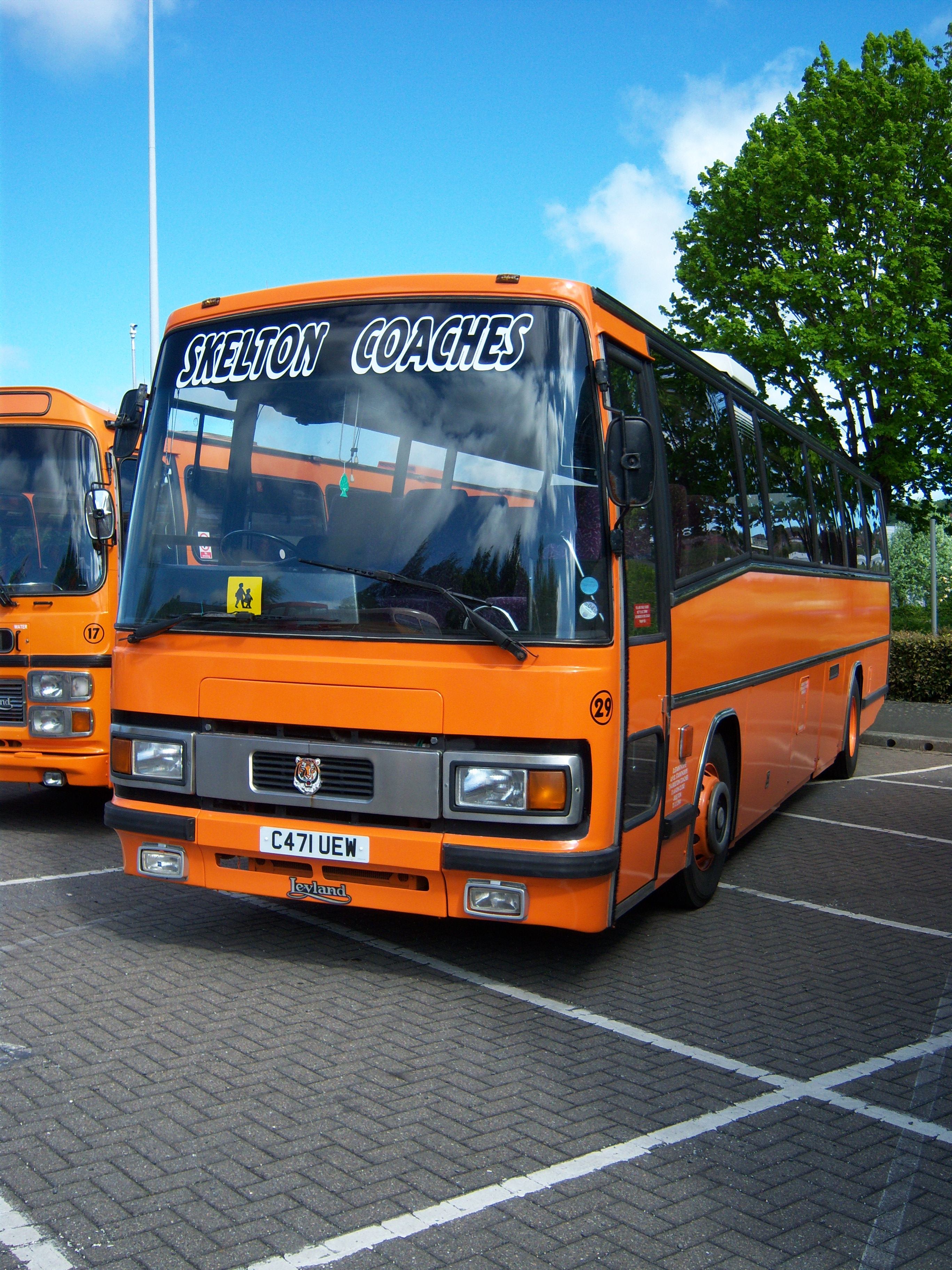
Leyland Tiger Reisebus mit Paramount-Aufbau von Plaxton
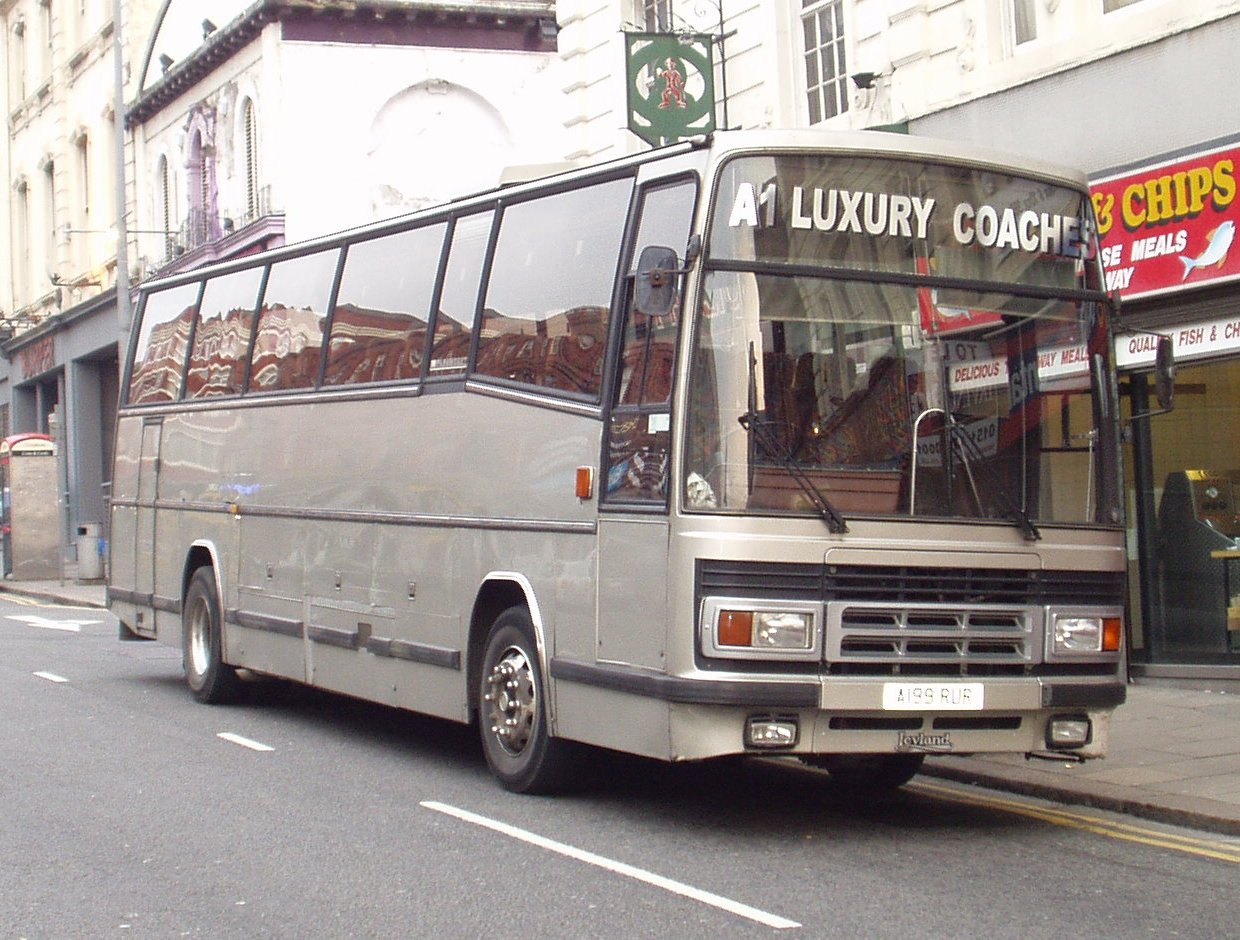
Leyland Tiger Reisebus mit Paramount-Aufbau von Plaxton
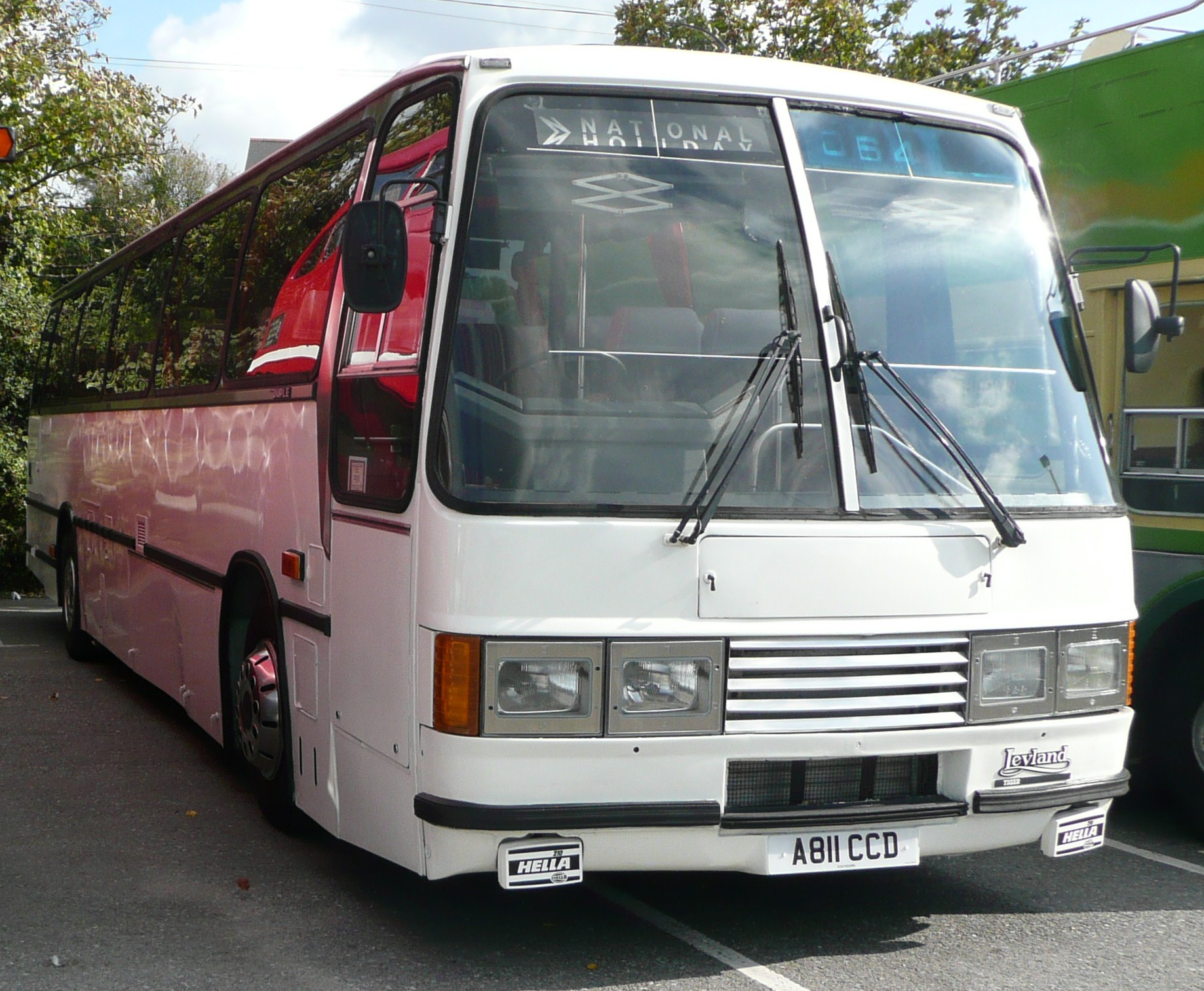
Leyland Tiger Reisebus mit Laser-Aufbau von Duple
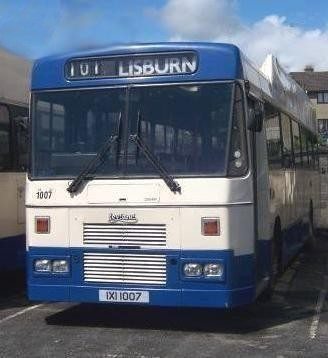
Leyland Tiger Linienbus mit N-type-Aufbau von Alexander, eingesetzt bei Ulsterbus
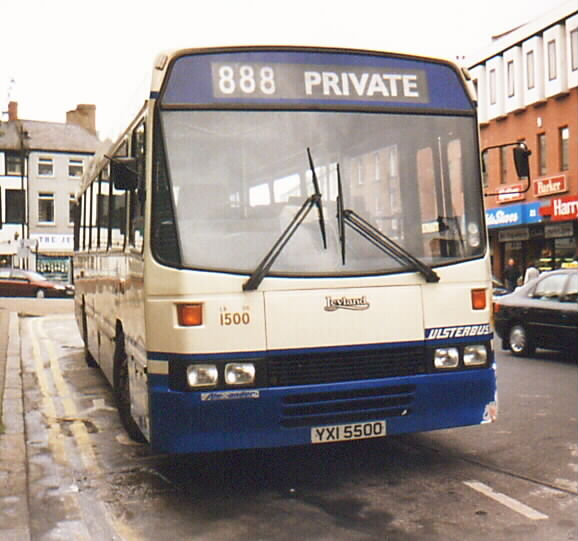
Leyland Tiger Linienbus mit Q-type-Aufbau von Alexander und Volvo-Motor, eingesetzt bei Ulsterbus
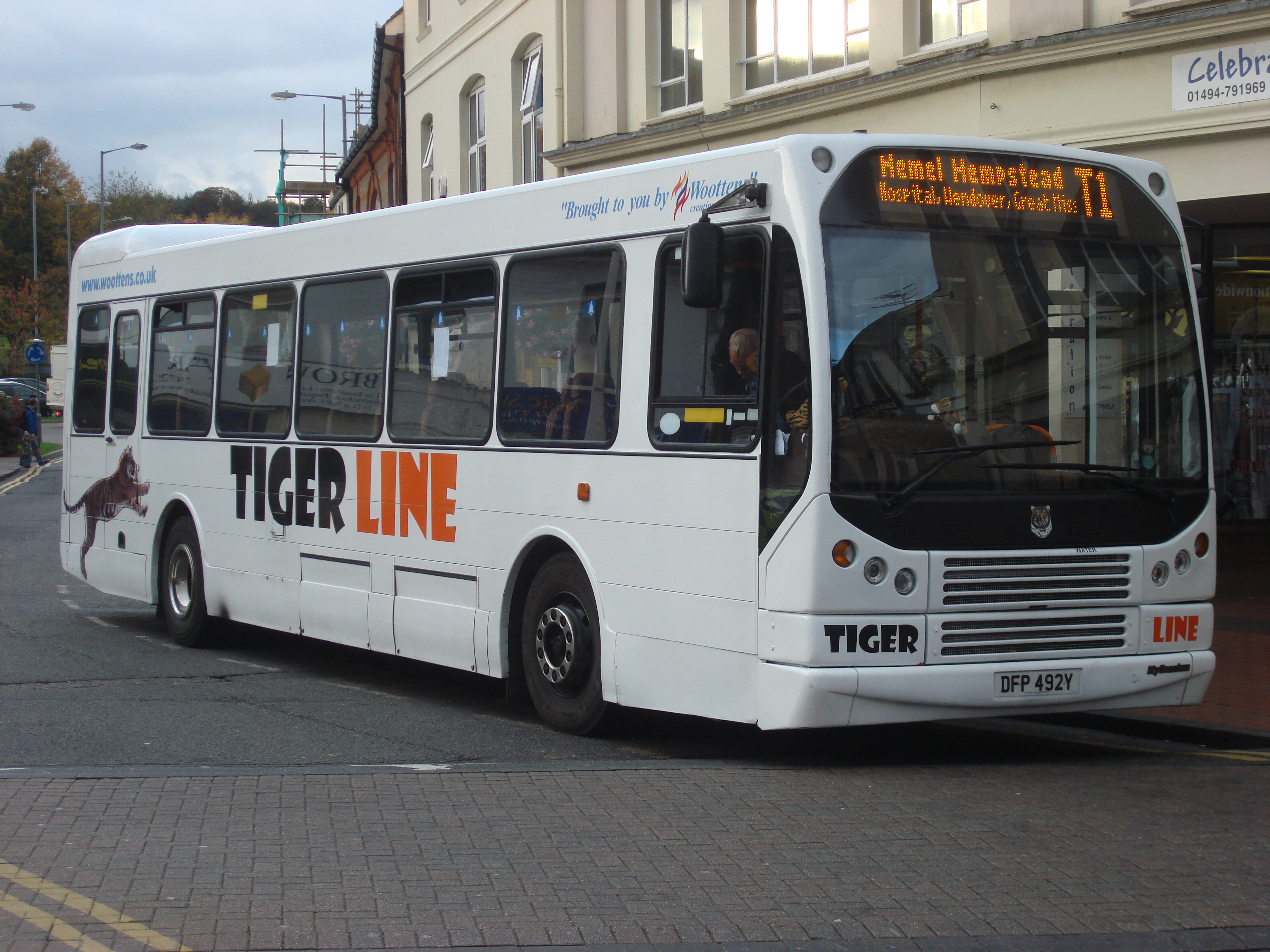
Leyland Tiger Linienbus mit Hyline-Aufbau von East Lancs

| Name                               | Bauzeit   | Stückzahl | Anmerkung |
| ---------------------------------- | --------- | --------- | --- |
| TRCTL11                            | 1979–1980 | 6         | Reisebus 46–55 Sitzplätze, Aufbauten von Duple, Plaxton und Van Hool, Motor TL11                                                                      |
| TRCTL11                            | 1981–1982 | 236       | Reisebus 46–59 Sitzplätze, Aufbauten hauptsächlich von Duple, Plaxton und Eastern Coach Works, Motor TL11                                             |
| TRCTL11                            | 1982–1983 | 263       | Reisebus 46–59 Sitzplätze, Aufbauten hauptsächlich von Duple, Plaxton und Eastern Coach Works, Motor TL11                                             |
| TRCTL11                            | 1982–1983 | 386       | Reisebus 46–59 Sitzplätze, Linienbus mit bis zu 69 Plätzen, Aufbauten hauptsächlich von Duple, Plaxton, Eastern Coach Works und Alexander, Motor TL11 |
| TRBTL11/TRCTL11                    | 1983–1984 | 478       | Reisebus, Linienbus und Mehrzweckbus, Motor TL11 |
| TRBTL11/TRCTL11                    | 1983–1984 | 287       | Reisebus, Linienbus und Mehrzweckbus, Motor TL11 |
| TRBTL11/TRCTL11/TRBLXB             | 1984–1986 | 424       | Reisebus, Linienbus und Mehrzweckbus, darunter sieben Dreiachser, Motoren TL11 und 6HLX                                                               |
| TRBTL11/TRCTL11/TRBLXB             | 1984–1986 | 305       | Reisebus, Linienbus und Mehrzweckbus, Motoren TL11 und 6HLX                                                                                           |
| TRBTL11/TRCTL11/TRBLXB             | 1985–1987 | 515       | Reisebus, Linienbus und Mehrzweckbus, Motoren TL11 und 6HLX                                                                                           |
| TRBTL11/TRCTL11/TRBLXB             | 1986–1987 | 250       | Reisebus, Linienbus und Mehrzweckbus, Motoren TL11 und 6HLX                                                                                           |
| TRBTL11/TRCTL11/TRCL10             | 1987–1988 | 95        | Reisebus, Linienbus und Mehrzweckbus, Motoren TL11 und L10                                                                                            |
| TRBTL11/TRCTL11/TRBLXB/TRCL10      | 1987–1989 | 500       | Reisebus, Linienbus und Mehrzweckbus, Motoren TL11 6HLX und L10                                                                                       |
| TRBTL11/TRCTL11/TRBLXB/TRCL10/TR2R | 1988–1991 | 500       | Reisebus, Linienbus und Mehrzweckbus, Motoren TL11 6HLX, L10 und Volvo                                                                                |
| TRBTL11/TRCTL11/TRBLXB/TRCL10/TR2R | 1988–1991 | 500       | Reisebus, Linienbus und Mehrzweckbus, Motoren TL11 6HLX, L10 und Volvo                                                                                |